# Charles de La Berge
Charles de La Berge (indifféremment nommé Laberge, La Berge, de Laberge ou de La Berge), né Auguste Charles Laberge à Paris le 17 mai 1807 et mort dans la même ville le 25 janvier 1842, est un peintre français.
« M. de Laberge, qui n’a fait dans sa vie que six à sept tableaux, peut être considéré comme l’expression absolue d’un système jugé diversement, mais qui n’en touche pas moins aux points les plus ardus et les plus transcendants de la peinture. » (Th. Gautier)
« De Laberge a été, dans la génération de 1830, un indépendant et un isolé. Admirateur passionné, religieux de la nature, convaincu qu'elle ne fait rien d'inutile, que le plus infime détail y contient une signification profonde, il s'appliqua à la rendre avec une fidélité scrupuleuse, dans la moindre de ses manifestations, graminées du fossé, ronces des haies, feuilles, fibres et nodosités des troncs. » (H. Marcel)
« [...] une méticulosité extrême, dans le souci du vrai de l’effet lumineux et du fini qui dégénérera dans l’outrance, et par le goût du ton pur qui devint son tourment, un tourment devenu maladie mentale. » (P. Miquel)
Le Musée du Louvre possède aujourd'hui un de ses tableaux : Soleil Couchant à Virieu-le-grand (1837-1839).

## Biographie
Charles de La Berge entre en 1825 dans l’atelier de Jean-Victor Bertin (1767-1842) où il fait la connaissance de Camille Corot (1796-1875), Caruelle d’Aligny (1798-1871) et Frédéric Mercey (1803-1860). Deux années plus tard, il complète sa formation dans l’atelier de François Picot (1786-1868) pour se perfectionner dans la composition et l’académie.
La Berge a à ses débuts un style et une période néoclassique courte (vers 1825-26), puis proclame une liberté de pâte épaisse et heurtée proche de celle de Paul Huet (vers 1827-28), avant de trouver après 1830 un accommodement dans une méticulosité extrême.

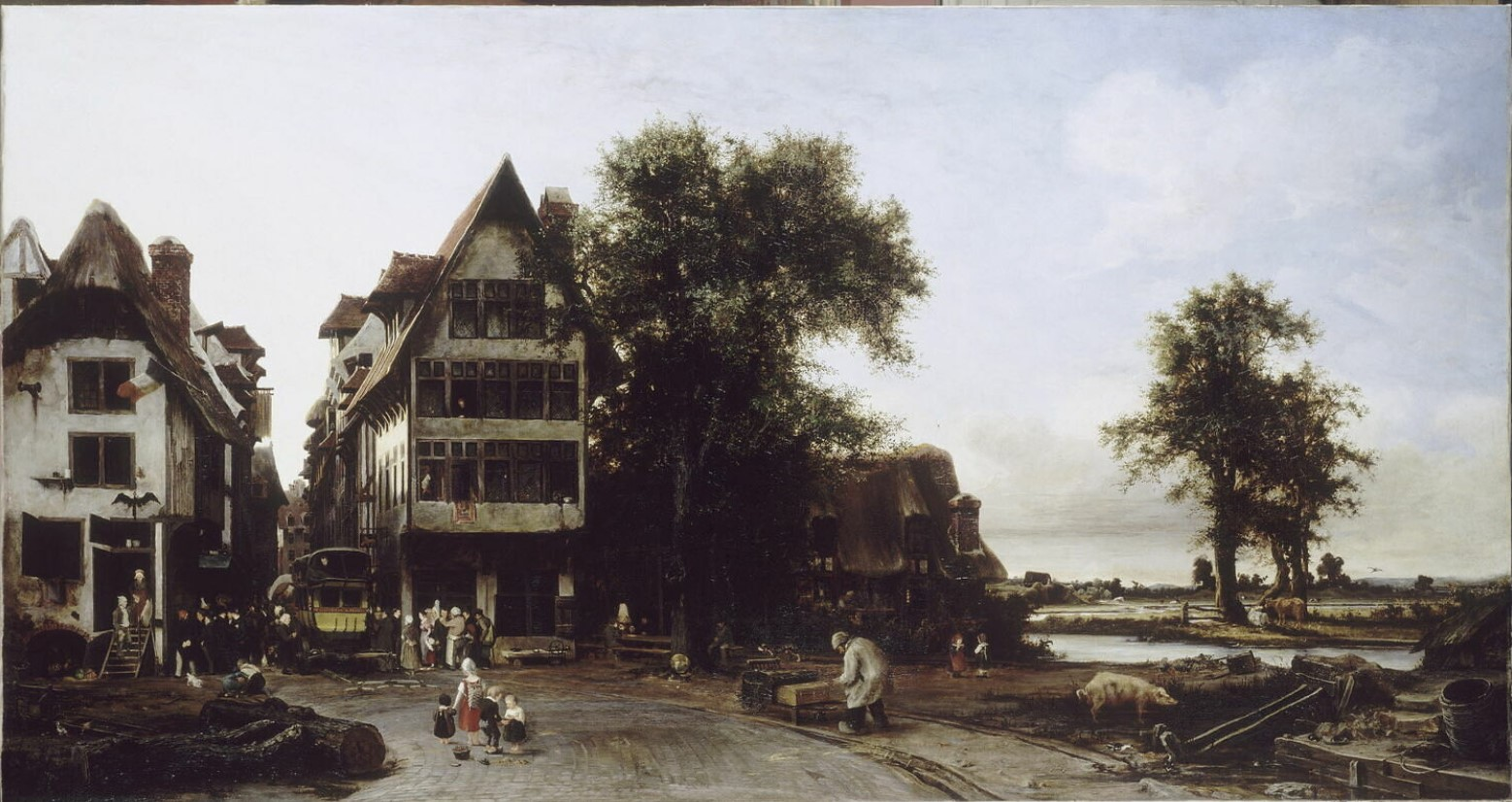
Charles de La Berge : La Diligence (1831), Compiègne

La Diligence envoi au Salon de 1831 (aujourd'hui au Château de Compiègne) est ainsi remarquée :
« Chacun se rappelle la sensation que produisit au salon de 1831 le premier tableau qu’il exposa. Le sujet était des plus simples ; c’était une entrée de ville ; derrière un groupe de maisons couronnées de grands arbres, on apercevait des prairies et une ligne de collines bleuâtres. Une diligence portant la nouvelle de la révolution de juillet, et entourée par la foule, tel était l’épisode qui animait ce tableau. Toutes les qualités et tous les défauts de M. de Laberge se trouvaient dans cet ouvrage, poussés à l’excès, comme il arrive toujours lors d’un début ; l’artiste ayant à cœur de montrer tout ce qu’il sait, et laissant voir involontairement tout ce qu’il ignore. » (F. Mercey, 1842).
« Son premier tableau, qu’aucun artiste n’a oublié, parut à l’exposition de 1831 ; le sujet en était le plus simple du monde et d’une rare hardiesse […] les moindres détails en sont encore présents à mes yeux, tant ils étaient empreints de l’accent de la réalité. Je vois la caisse jaune de la diligence se détachant sur l’entrée sombre de la rue, les petits lointains violets si patiemment poursuivis jusque dans leurs plus insensibles gradations […] ce tableau valut à l’auteur une médaille d’or et fut acheté par le roi. Il est placé à Compiègne. » 
(Th. Gautier, 1842).
En 1831-1832, La Berge est en Normandie, rejoint par un autre solitaire, Théodore Rousseau - rencontré à Saint-Cloud quelque temps auparavant. Laberge est « alors aux prises avec les infinis détails d'une masure. Il en [peint] grand comme l'ongle en une journée. » (Sensier, 1872). Ils peignent ainsi côte à côte le Mont-Saint-Michel,. L'influence de La Berge sur Rousseau est alors manifeste, comme en témoignent par leur précision obsessionnelle : l'Étude de maisons au bas du Mont-Saint-Michel (1832, coll. part) - un « chef-d’œuvre de haute précision presque horlogère fait à la lorgnette depuis la grève » (P. Miquel, 2010); ou encore le Marché de Normandie (1832, Saint-Pétersbourg, musée de l'Ermitage) que l'on peut comparer à la Diligence ou à la Ruelle (auj. Dijon, musée Magnin) de La Berge.

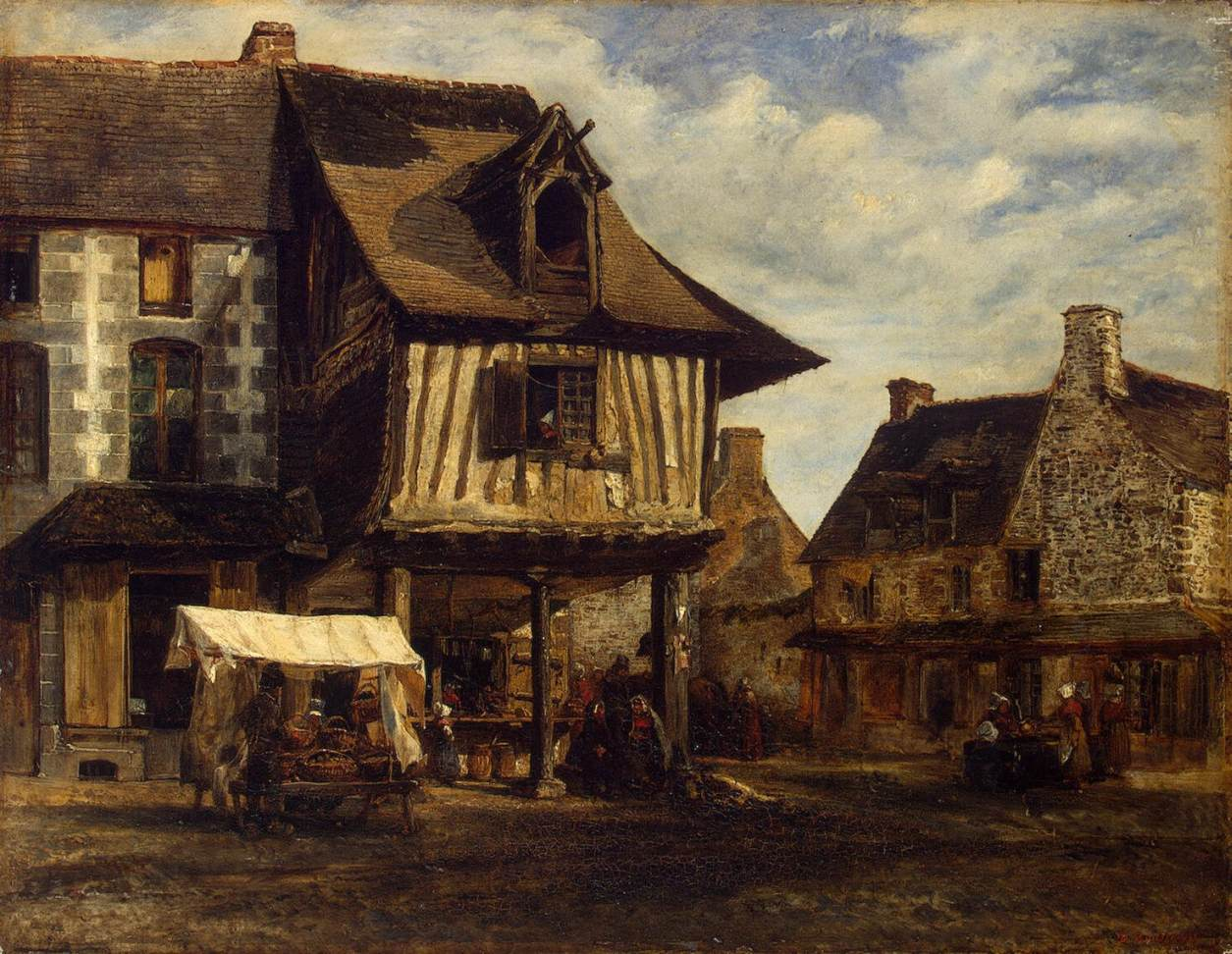
Théodore Rousseau, Marché de Normandie (1832), Saint-Pétersbourg, musée de l'Ermitage
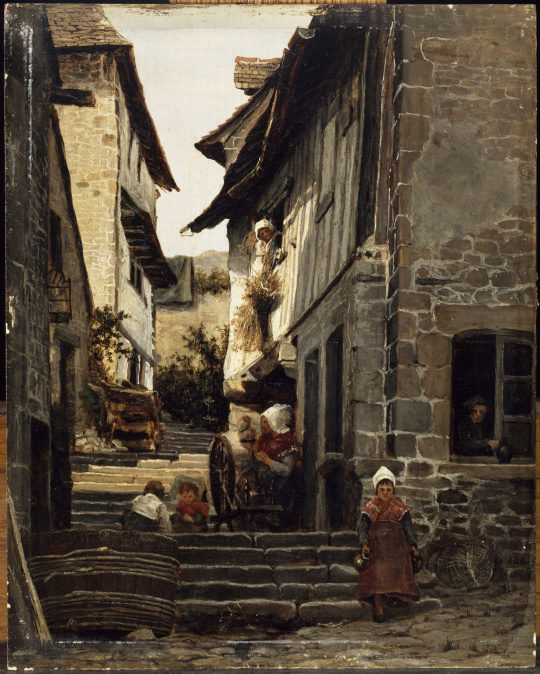
Charles de La Berge, Une Ruelle, Dijon, Musée Magnin

En 1832 il se fait de nouveau remarquer au Salon par son Médecin à la campagne : 
« Il y avait dans ce tableau un grand toit de tuiles qui était bien la chose du monde la plus miraculeuse ; chaque tuile était étudiée individuellement et faisait portrait, vous n’en auriez pas trouvé deux pareilles ; celle-ci était rouge, celle-là rose, et l’autre, plus ancienne ou plus cuite, prenait des tons de bistre : quelques-unes étaient tachées par la pluie, quelques autres présentaient ces plaques de lèpre moussue que le temps et l’humidité donnent aux vieux toits. Et la muraille ! quel chef-d’œuvre de patience et d’observation ! La moindre lézarde, la moindre gerçure était rendue avec une conscience incroyable. Les pierres avaient été comptées, mesurées, recommencées vingt fois. Les pores, le grain, les cassures, tout était reproduit. Et si de la fabrique vous passiez à la végétation, c’était encore bien autre chose : un cep de vigne entourait la porte de la maison au fond de laquelle, dans un chaud clair-obscur, on entrevoyait le malade que le médecin venait de visiter. Chaque feuille était un prodige [...] » (Th. Gautier, 1842)
« Le médecin de campagne de M. Charles de Laberge se distingue par une grande finesse, et une exécution très amenée. Les terrains sont bons ; les murs sont crayeux ; les attitudes sont vraies. Mais il est à craindre que la manière de l’auteur ne devienne trop précieuse. Ruysdael et Teniers ont trouvé moyen d’allier la finesse à la naïveté. M. C. de Laberge n’évite pas toujours la dureté. » (G. Planche, 1833).
Des voyages dans le Midi, dans le Bugey, en Italie, des études peintes, des dessins à la plume, des travaux sur l’histoire de la peinture et les maîtres italiens, un séjour à Pise, un autre en Hollande pour le compte du collectionneur Anatole Demidoff, occupent la vie de l’artiste de 1832 jusqu’à 1836.
La Vieille au mouton constitue son envoi au salon de 1836.
« La Vieille au mouton est peut-être le tableau le plus frappant de M. de Laberge ; son système y est poussé à la dernière limite. Sur la pente d’un tertre duveté, d’un de ces gazons exécutés brin à brin comme M. de Laberge seul a su en faire, une vieille est auprès d’un mouton, non pas d’un de ces moutons d’idylle, blancs, savonnés, avec des rubans roses au cou, non pas même un mouton de Brascassat, mais un mouton crotté, avec sa laine éraillée aux buissons, jaunie par le suint et le fumier de l’étable, un mouton vrai. Ce qu’il a fallu de soins, de temps, de patience, de volonté, pour arriver à rendre ce petit coin de terre et ces quelques brins d’herbe, est vraiment prodigieux ; — il y a tel chardon, telle plante du premier plan qui a exigé plus de vingt cartons et des mois entiers d’étude. » (Th. Gautier, 1842)

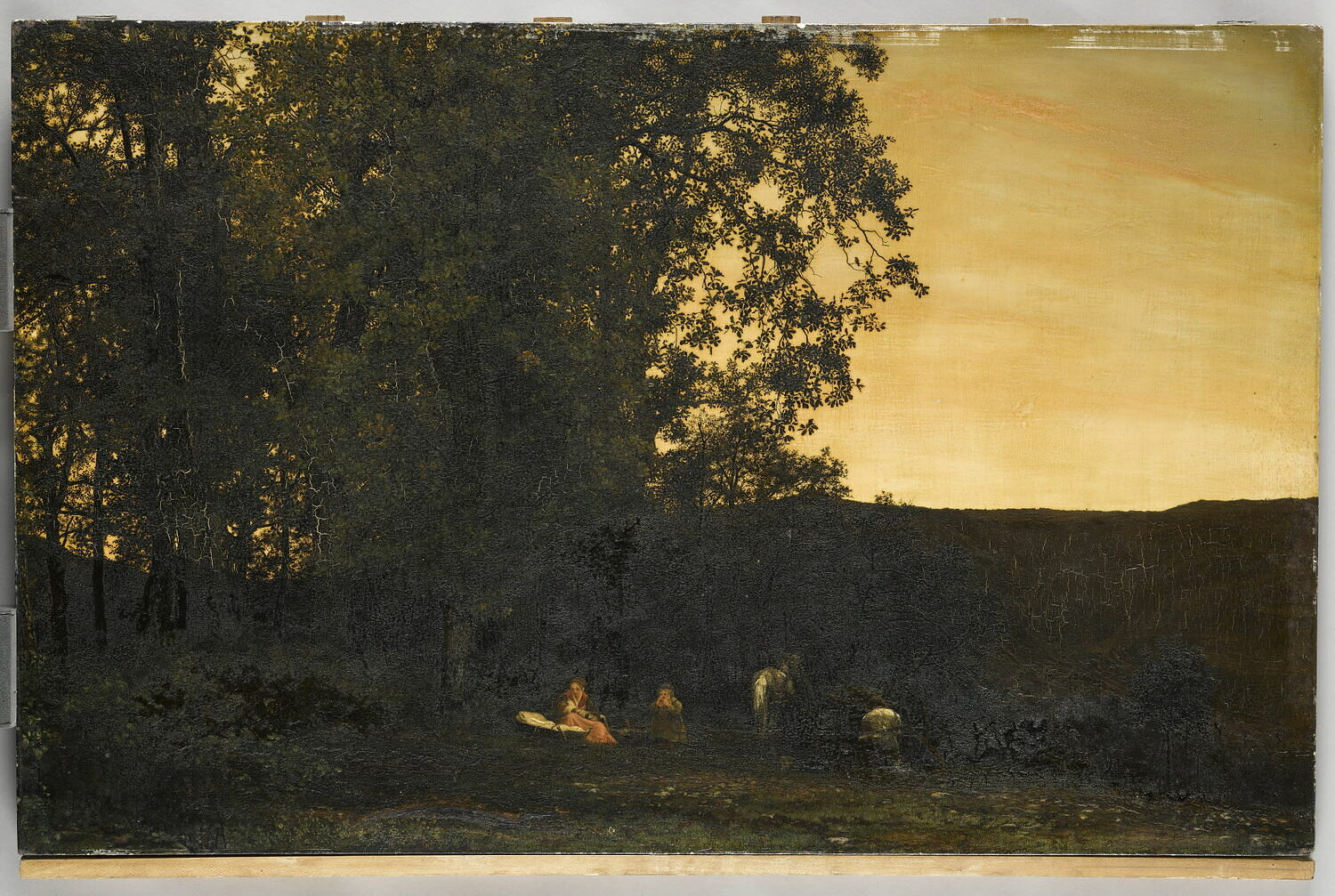
Soleil couchant à Virieu-le-Grand (1837-39), Musée du Louvre

La Berge passe ensuite deux ans (1837-39) à travailler les moindres détails de son tableau Soleil couchant à Virieu-le-Grand aujourd'hui au Louvre. « [La Berge] a poussé la conscience jusqu’à faire scier et porter dans son atelier les branches des arbres qu’il voulait rendre, lorsque sa santé ne lui permettait pas d’aller visiter la nature chez elle. Triste présage ! comme la forêt de Dunsinane venait au-devant de Macbeth, la forêt venait au-devant de lui avec ses vertes ramures et ses branches moussues. » (Th. Gautier, 1842)
Poitrinaire, affaibli, Laberge s'éteint dans son atelier près de la barrière du Roule (auj. place des Ternes) en 1842 à seulement 34 ans.

## Œuvres
- Diligence traversant un village de Basse-Normandie et annonçant aux gens du lieu la nouvelle de la révolution de Juillet (Salon de 1831), huile sur toile; 151 × 287 cm, Compiègne, Château de Compiègne (inv. 2510).
- Un médecin à la Campagne (Salon de 1832) (localisation inconnue)
- Passage de l'Ecluse, huile sur bois, 22 × 32 cm, signé et daté 1832[19]
- Une Ruelle, huile sur bois, 25 × 21 cm, Dijon, Musée Magnin, signé "Ch. de La Berge"
- La Vieille au mouton (Salon de 1836) (localisation inconnue)
- Soleil couchant à Virieu-le-Grand (1837-39), huile sur bois, 59 × 93 cm, Paris, Musée du Louvre (inv. MI36), signé "Ch. de La Berge" (don de la famille de l'artiste, 1853)
- Portrait de Madame de Laberge (localisation inconnue)[20]
- La laitière et le pot au lait (inachevé, localisation inconnue)[20]
- Chien, Dordrecht, Musée (inv. DM-S-133), legs de Cornélia Marjolin-Scheffer.
- Le Sous-bois, huile sur papier tendu sur chassis, 40 × 31 cm, coll. part[21].
- Paysage romantique au clair de lune (attrib.), huile sur toile, 38 × 49 cm, coll. part[22].